# Klaus Matischak
Klaus Matischak (nascut el 24 d'octubre de 1938) és un antic futbolista alemany que va jugar com a davanter centre. Va marcar 38 gols en 64 partits a la Bundesliga.
El 1965, va guanyar el títol de la Bundesliga amb el Werder Bremen.

## Palmarès
Werder Bremen
- Bundesliga: 1964–65